# Copa de Ucrania 2012-13
La Copa de Ucrania 2012-13 es la 22 edición del torneo de fútbol de eliminatorias de Ucrania que se celebra anualmente. La competición comenzó el 25 de julio de 2012 y finalizará con la final del 23 de mayo de 2013 en el Estadio Olímpico de Kiev. El vigente campeón era el Shakhtar Donetsk, que revalidó el título al vencer en la final al Chornomorets Odesa.
La Copa se inicia con dos rondas preliminares, antes de la primera ronda que afecta a los clubes de la Liga Premier. El sorteo de las rondas preliminares se llevó a cabo el 5 de julio de 2012. La primera ronda preliminar consta de equipos de la Druha Liha y los finalistas de la Copa Amateur. En la segunda ronda preliminar entran los equipos de la Persha Liha. Dieciséis equipos, los ganadores de la segunda ronda preliminar, se introducen en la primera ronda o la ronda de 32, donde los equipos de la Liga Premier participan en el concurso por primera vez. El ganador de la copa se clasifica para la ronda de play-off de la UEFA Europa League 2013-14.

## Distribución
|                                           |                                           | Equipos que entran en esta ronda                                                     | Equipos que avanzan de rondas previas |
| ----------------------------------------- | ----------------------------------------- | ------------------------------------------------------------------------------------ | ------------------------------------- |
| Primera ronda de clasificación (18 teams) | Primera ronda de clasificación (18 teams) | - 16 participantes de la Druha Liha - 2 participantes de la final de la Copa Amateur |                                       |
| Segunda ronda de clasificación (32 teams) | Segunda ronda de clasificación (32 teams) | - 17 participantes de la Persha Liha - 6 participantes de la Druha Liha              | - 9 ganadores de la primera ronda     |
| Fase final (32 equipos)                   | Fase final (32 equipos)                   | - 16 participantes de la Liga Premier                                                | - 16 ganadores de la segunda ronda    |

## Sorteo
Los sorteos se realizaron en la sede de la Federación Ucraniana de Fútbol en Kiev, excepto donde se indique lo contrario.
| Fase             | Ronda                    | Sorteo                                         | Partidos                                       |
| ---------------- | ------------------------ | ---------------------------------------------- | ---------------------------------------------- |
| Clasificación    | Primera ronda            | 5 de julio de 2012                             | 25 de julio de 2012                            |
| Clasificación    | Segunda ronda            | 5 de julio de 2012                             | 22 de agosto de 2012                           |
| Evento principal | Treintaidosavos de final | 5 de septiembre de 2012                        | 22 de septiembre de 2012                       |
| Evento principal | Dieciseisavos de final   | 26 de septiembre de 2012                       | 31 de octubre de 2012                          |
| Evento principal | Cuartos de final         | -                                              | 17 de abril de 2013                            |
| Evento principal | Semifinales              | -                                              | 8 de mayo de 2013                              |
| Evento principal | Final                    | 30 de mayo de 2013 en Estadio Olímpico de Kiev | 30 de mayo de 2013 en Estadio Olímpico de Kiev |

El partido del 22 de septiembre de 2012 estaba programado para el día 23.
La final puede pasarse al 1 de junio de 2013 si la Liga Premier necesita un "partido de oro" para determinar el campeón.

## Programa de la competición

### Primera ronda preliminar (1/64)
En esta ronda entraron los 16 clubes de la Druha Liha 2012–13 y los finalistas de la Copa Amateur de Ucrania. Las eliminatorias fueron disputadas el 25 de julio de 2012.
| Skala Stryi (2L)               | 0 – 1             | (2L) Dynamo Khmelnytskyi     |  |
| Makiyivvuhillya Makiyivka (2L) | 1 – 1pró., p. 3–5 | (2L) Hirnyk-Sport Komsomolsk |  |
| Real Pharm Yuzhne (2L)         | 0 – 1             | (2L) Nyva Ternópil           |  |
| FC Bucha (AM)                  | 1 – 2             | (2L) UkrAhroKom Pryiutivka   |  |
| Kremin Kremenchuk (2L)         | 4 – 0             | (2L) Yednist Plysky          |  |
| SKA Odesa (2L)                 | 0 – 2             | (2L) Zhemchuzhyna Yalta      |  |
| Krystal Kherson (2L)           | 3 – 1             | (2L) FC Ternopil             |  |
| Stal Dniprodzerzhynsk (2L)     | 3 – 0             | (2L) Myr Hornostayivka       |  |
| Hvardiyets Hvardiyske (AM)     | exento            |                              |  |

Notas
El Myr Hornostayivka informó a la Liga Profesional de Fútbol de Ucrania que no viajarían a su correspondiente partido.(19 de julio de 2012) Al Stal Dniprodzerzhynsk se le dio el partido por ganado 3–0 y se clasificó para la siguiente fase.
El Hvardiyets Hvardiyske fue emparejado con el FC Bastion Illichivsk, equipo que fue eliminado de competiciones profesionales antes del inicio de la temporada 2012–13.(13 de julio de 2012) El Hvardiyets Hvardiyske, por tanto, quedó exento de esta ronda.

### Segunda ronda preliminar (1/32)
En esta ronda entraron los 17 clubes de la Persha Liha 2012–13 (excepto el Dynamo-2 Kiev) y los de mejores coeficientes de la Druha Liha 2012–13 (cuatro primeros de cada grupo). Todos ellos fueron emparejados con los vencedores de la primera ronda preliminar. Las eliminatorias se disputaron el 22 de agosto de 2012.
| Hirnyk Kryvyi Rih (2L)       | 1 – 3              | (1L) Stal Alchevsk              |  |
| Nyva Ternópil (2L)           | 1 – 1 pró., p. 4–2 | (1L) Zirka Kirovohrad           |  |
| FC Odesa (1L)                | 3 – 2 pró.         | (1L) FC Poltava                 |  |
| Helios Kharkiv (1L)          | 3 – 0              | (1L) Olimpik Donetsk            |  |
| Krystal Jersón (2L)          | 0 – 1              | (1L) Krymteplytsya Molodizhne   |  |
| FC Sevastopol (1L)           | 1 – 0              | (1L) Bukovyna Chernivtsi        |  |
| Obolon Kyiv (1L)             | 2 – 0              | (1L) Arsenal Bila Tserkva       |  |
| Zhemchuzhyna Yalta (2L)      | 2 – 2 pró., p. 4–2 | (1L) Tytan Armyansk             |  |
| Shakhtar Sverdlovsk (2L)     | 2 – 1 pró.         | (1L) PFC Oleksandria            |  |
| Hvardiyets Hvardiyske (AM)   | 1 – 3              | (2L) UkrAhroKom Pryiutivka      |  |
| Hirnyk-Sport Komsomolsk (2L) | 2 – 0              | (1L) Naftovyk-Ukrnafta Okhtyrka |  |
| Dynamo Khmelnytskyi (2L)     | 0 – 2              | (2L) Desna Chernihiv            |  |
| Enerhiya Nova Kakhovka (2L)  | 0 – 1 pró.         | (2L) Slavutych Cherkasy         |  |
| Avanhard Kramatorsk (1L)     | 1 – 0              | (1L) FC Sumy                    |  |
| Kremin Kremenchuk (2L)       | 2 – 1              | (1L) MFK Mykolaiv               |  |
| Stal Dniprodzerzhynsk (2L)   | exento             |                                 |  |

Notas
El Hvardiyets Hvardiyske tenía que ser, por sorteo, el equipo visitante. Sin embargo, las regulaciones de la PFL determinaron que el equipo de división más baja fuese designado como local. El partido fue disputado en Hvardiyske.
El Stal Dniprodzerzhynsk fue emparejado para jugar contra el FC Lviv, pero este equipo fue eliminado de las competiciones profesionales antes del inicio de la temporada 2012–13.
SEl tal Dniprodzerzhynsk, por tanto, quedó exento de esta ronda.

### Treintaidosavos de final
En esta ronda entraron en competición los 16 equipos de la Liga Premier. Ellos, junto a los 16 vencedores de la ronda previa, siete equipos de la Persha Liha 2012–13 y nueve de la Druha Liha 2012–13, entraron en la competición. El sorteo tuvo lugar el 5 de septiembre de 2012 y fue presentado por Volodymyr Troshkin, que fue invitado por la Liga Premier.
| 22 de septiembre de 2012 | Stal Alchevsk (1L)           | 2 – 3 pró. | (PL) Arsenal Kiev                    | Estadio Stal, Alchevsk                                                  |                                                                         |
|                          | Stepanyuk 40' · Hrytsay 116' | Reporte    | Homenyuk 68', 100' · Kobakhidze 111' | Asistencia: 4,000 espectadores Árbitro(s): Andriy Yablonskyi (Ternópil) | Asistencia: 4,000 espectadores Árbitro(s): Andriy Yablonskyi (Ternópil) |

| 22 de septiembre de 2012 | Chornomorets Odesa (PL)      | 2 – 0   | (PL) Metalurh Donetsk | Estadio Chornomorets, Odesa                                         |                                                                     |
|                          | Burdujan 50' · Léo Matos 52' | Reporte |                       | Asistencia: 16,058 espectadores Árbitro(s): Serhiy Lysenchuk (Kiev) | Asistencia: 16,058 espectadores Árbitro(s): Serhiy Lysenchuk (Kiev) |

| 23 de septiembre de 2012 | Shakhtar Sverdlovsk (2L) | 2 – 1   | (1L) FC Odesa | Estadio Memorial N.I. Horiushkin, Sverdlovsk                         |                                                                      |
|                          | Fatiy 35' · Korobkin 61' | Reporte | Kalitov 57'   | Asistencia: 3,000 espectadores Árbitro(s): Volodymyr Bondar (Járkov) | Asistencia: 3,000 espectadores Árbitro(s): Volodymyr Bondar (Járkov) |

| 23 de septiembre de 2012 | Avanhard Kramatorsk (1L) | 1 – 1 pró. pen. 4–3 | (PL) Zorya Luhansk | Estadio Avanhard, Kramatorsk                                        |                                                                     |
|                          | Skarlosh 78'             | Reporte             | Khudzik 39'        | Asistencia: 5,000 espectadores Árbitro(s): Yuriy Foschiy (Cherkasy) | Asistencia: 5,000 espectadores Árbitro(s): Yuriy Foschiy (Cherkasy) |

| 23 de septiembre de 2012 | Stal Dniprodzerzhynsk (2L) | 0 – 6   | (PL) Illichivets Mariupol                                            | Estadio Metalurh, Dniprodzerzhynsk                                      |                                                                         |
|                          |                            | Reporte | Fomin 17', 50', 56' · Kozhanov 38' · Hrechyshkin 62' · Putivtsev 82' | Asistencia: 1,000 espectadores Árbitro(s): Serhiy Skrypak (Kiev Oblast) | Asistencia: 1,000 espectadores Árbitro(s): Serhiy Skrypak (Kiev Oblast) |

| 23 de septiembre de 2012 | Zhemchuzhyna Yalta (2L) | 0 – 1   | (PL) Dnipro Dnipropetrovsk | Estadio Avanhard, Yalta                                           |                                                                   |
|                          |                         | Reporte | Kalinić 15'                | Asistencia: 3,700 espectadores Árbitro(s): Serhiy Skyrda (Járkov) | Asistencia: 3,700 espectadores Árbitro(s): Serhiy Skyrda (Járkov) |

| 23 de septiembre de 2012 | Desna Chernígov (2L) | 1 – 2   | (PL) Vorskla Poltava     | Stadion Yuri Gagarin, Chernígov                               |                                                               |
|                          | Kondratyuk 90+5'     | Reporte | Januzi 9' · Budnik 45+1' | Asistencia: 3,100 espectadores Árbitro(s): Iván Bondar (Kiev) | Asistencia: 3,100 espectadores Árbitro(s): Iván Bondar (Kiev) |

| 23 de septiembre de 2012 | Kremin Kremenchuk (2L) | 0 – 2   | (2L) Nyva Ternópil                | Estadio FC Kremin, Kremenchuk                                               |                                                                             |
|                          |                        | Reporte | Kabanov 8' · Voitovych 30' (pen.) | Asistencia: 1,500 espectadores Árbitro(s): Yuriy Synyshyn (Ivano-Frankivsk) | Asistencia: 1,500 espectadores Árbitro(s): Yuriy Synyshyn (Ivano-Frankivsk) |

| 23 de septiembre de 2012 | Hirnyk-Sport Komsomolsk (2L) | 0 – 2   | (PL) Tavriya Simferopol    | Estadio Yunist, Komsomolsk                                          |                                                                     |
|                          |                              | Reporte | Humenyuk 68' · Shynder 76' | Asistencia: 2,000 espectadores Árbitro(s): Mykola Kryvonosov (Kiev) | Asistencia: 2,000 espectadores Árbitro(s): Mykola Kryvonosov (Kiev) |

| 23 de septiembre de 2012 | Helios Járkov (1L) | 0 – 1   | (PL) Hoverla Uzhhorod | Estadio Sonyachniy, Pyatykhatka (Óblast de Járkov)                         |                                                                            |
|                          |                    | Reporte | Balafas 78'           | Asistencia: 1,200 espectadores Árbitro(s): Serhiy Berezka (Óblast de Kiev) | Asistencia: 1,200 espectadores Árbitro(s): Serhiy Berezka (Óblast de Kiev) |

| 23 de septiembre de 2012 | UkrAhroKom Pryiutivka (2L) | 1 – 1 pró. pen. 5–4 | (PL) Metalurh Zaporizhya | Estadio CSC Nika, Oleksandria                                    |                                                                  |
|                          | Falkovskiy 47'             | Reporte             | Junior 45' (pen.)        | Asistencia: 4,200 espectadores Árbitro(s): Ihor Paskhal (Jersón) | Asistencia: 4,200 espectadores Árbitro(s): Ihor Paskhal (Jersón) |

| 23 de septiembre de 2012 | Slavutych Cherkasy (2L) | 1 – 3 pró. | (PL) Volyn Lutsk                           | Tsentralnyi Stadion, Cherkasy                                      |                                                                    |
|                          | Hud 88'                 | Reporte    | Owonikoko 90+4' · Nasonov 95' · Pavlov 97' | Asistencia: 9,500 espectadores Árbitro(s): Dmytro Zhukov (Donetsk) | Asistencia: 9,500 espectadores Árbitro(s): Dmytro Zhukov (Donetsk) |

| 23 de septiembre de 2012 | FC Sevastopol (1L)              | 2 – 1   | (PL) Kryvbas Kryvyi Rih | SK Sevastopol, Sevastopol                                             |                                                                       |
|                          | Kuznetsov 45+2' · Karavayev 72' | Reporte | Samodin 60'             | Asistencia: 5,563 espectadores Árbitro(s): Yaroslav Kozyk (Mukachevo) | Asistencia: 5,563 espectadores Árbitro(s): Yaroslav Kozyk (Mukachevo) |

| 23 de septiembre de 2012 | Krymteplytsia Molodizhne (1L) | 0 – 2   | (PL) Karpaty Lviv             | Estadio Krymteplytsia, Simferopol                                  |                                                                    |
|                          |                               | Reporte | Štilić 56' · Kopolovets 90+3' | Asistencia: 1,300 espectadores Árbitro(s): Viktor Shvetsov (Odesa) | Asistencia: 1,300 espectadores Árbitro(s): Viktor Shvetsov (Odesa) |

| 23 de septiembre de 2012 | Obolon Kiev (1L) | 1 – 4   | (PL) Metalist Járkov                        | Obolon Arena, Kiev                                                    |                                                                       |
|                          | Kotenko 74'      | Reporte | Marlos 2', 64' · Vorobey 37' · Shelayev 77' | Asistencia: 3,500 espectadores Árbitro(s): Andriy Lisakovskyi (Odesa) | Asistencia: 3,500 espectadores Árbitro(s): Andriy Lisakovskyi (Odesa) |

| 23 de septiembre de 2012 | Shakhtar Donetsk (PL)                                   | 4 – 1   | (PL) Dynamo Kiev | Donbass Arena, Donetsk                                                       |                                                                              |
|                          | Adriano 22' · Teixeira 41' · Fernandinho 76' · Srna 83' | Reporte | Taiwo 27'        | Asistencia: 47,571 espectadores Árbitro(s): Anatoliy Zhabchenko (Simferopol) | Asistencia: 47,571 espectadores Árbitro(s): Anatoliy Zhabchenko (Simferopol) |

Notas
El partido entre el UkrAhroKom Pryiutivka y el Metalurh Zaporizhya fue disputado en el Estadio CSC Nika del distrito centro de Oleksandria, debido a que su estadio tenía deficiencias de capacidad.

### Dieciseisavos de final
En esta ronda los 16 vencedores de la ronda previa, que fueron 11 equipos de la Liga Premier, dos de la Persha Liha 2012–13 y tres equipos de la Druha Liha 2012–13 entraron en la competición. El sorteo tuvo lugar el 26 de septiembre de 2012 y fue presentado por Mykhailo Fomenko, que fue invitado por la Liga Premier.
| 31 de octubre de 2012 | Karpaty Lviv (PL)       | 1 – 1 (t. s.)(2 – 1 t. s.) | (PL) Metalist Járkov | Estadio Ukraina, Lviv                                                    |                                                                          |
|                       | Štilić 77' · Kenia 107' | Reporte                    | Cristaldo 72'        | Asistencia: 21.300 espectadores Árbitro(s): Yuriy Moisechuk (Chernivtsi) | Asistencia: 21.300 espectadores Árbitro(s): Yuriy Moisechuk (Chernivtsi) |

| 31 de octubre de 2012 | UkrAhroKom Pryiutivka (2L) | 1 – 2   | (PL) Chornomorets Odesa  | Estadio CSC Nika, Oleksandria                                 |                                                               |
|                       | Kalinovskyi 48'            | Reporte | Politylo 14' · Bakaj 67' | Asistencia: 4.000 espectadores Árbitro(s): Iván Bondar (Kiev) | Asistencia: 4.000 espectadores Árbitro(s): Iván Bondar (Kiev) |

| 31 de octubre de 2012 | Dnipro Dnipropetrovsk (PL) | 2 – 0   | (PL) Illichivets Mariupol | Dnipro Arena, Dnipropetrovsk                                          |                                                                       |
|                       | Matheus 50' · Giuliano 75' | Reporte |                           | Asistencia: 7.651 espectadores Árbitro(s): Yuriy Morzharovskyi (Lviv) | Asistencia: 7.651 espectadores Árbitro(s): Yuriy Morzharovskyi (Lviv) |

| 31 de octubre de 2012 | Vorskla Poltava (PL)   | 2 – 3   | (PL) Tavriya Simferopol                    | Vorskla, Poltava                                                            |                                                                             |
|                       | Bezus 60' · Budnik 63' | Reporte | Humenyuk 1' · Ljubičić 28' · Nazarenko 32' | Asistencia: 1.500 espectadores Árbitro(s): Vitaliy Romanov (Dnipropetrovsk) | Asistencia: 1.500 espectadores Árbitro(s): Vitaliy Romanov (Dnipropetrovsk) |

| 31 de octubre de 2012 | Hoverla Uzhhorod (PL) | 1 – 4   | (PL) Shakhtar Donetsk                                             | Avanhard, Uzhhorod                                                       |                                                                          |
|                       | López 55' (pen.)      | Reporte | Fernandinho 48' · Teixeira 68' · Adriano 72' · Willian 75' (pen.) | Asistencia: 8.000 espectadores Árbitro(s): Kostyantyn Trukhanov (Járkov) | Asistencia: 8.000 espectadores Árbitro(s): Kostyantyn Trukhanov (Járkov) |

| 31 de octubre de 2012 | Nyva Ternópil (2L) | 0 – 2   | (1L) FC Sevastopol | Municipal, Ternópil                                                             |                                                                                 |
|                       |                    | Reporte | Koval 4', 48'      | Asistencia: 8.000 espectadores Árbitro(s): Oleksandr Holovkov (Sievierodonetsk) | Asistencia: 8.000 espectadores Árbitro(s): Oleksandr Holovkov (Sievierodonetsk) |

| 31 de octubre de 2012 | Avanhard Kramatorsk (1L) | 0 – 1   | (PL) Arsenal Kiev | Estadio Avanhard, Kramatorsk                                           |                                                                        |
|                       |                          | Reporte | Kobakhidze 85'    | Asistencia: 4.100 espectadores Árbitro(s): Roman Bokhnyak (Sevastopol) | Asistencia: 4.100 espectadores Árbitro(s): Roman Bokhnyak (Sevastopol) |

| 31 de octubre de 2012 | Shakhtar Sverdlovsk (2L) | 0 – 2   | (PL) Volyn Lutsk               | Estadio Memorial N.I. Horiushkin, Sverdlovsk                         |                                                                      |
|                       |                          | Reporte | Subotić 4' (pen.) · Stević 62' | Asistencia: 3.100 espectadores Árbitro(s): Yuriy Foshchyi (Cherkasy) | Asistencia: 3.100 espectadores Árbitro(s): Yuriy Foshchyi (Cherkasy) |

### Cuartos de final
En esta ronda entraron en sorteo los ocho vencedores de los dieciseisavos de final, de los cuales siete eran de la Liga Premier y uno de la Persha Liha. El sorteo tuvo lugar el 1 de noviembre de 2012 y debía ser presentado por el exfutbolista internacional ucraniano Iván Hetsko, que, debido a un imprevisto, no pudo acudir al sorteo. En su lugar, el sorteo fue presentado por el exfutbolista internacional ucraniano Vladyslav Vashchuk.
| 17 de abril de 2013 | Volyn Lutsk (PL) | 0 – 2   | (PL) Dnipro Dnipropetrovsk       | Avanhard Stadium, Lutsk                                                  |                                                                          |
|                     |                  | Reporte | Kravchenko 45+3' · Matheus 90+3' | Asistencia: 3 880 espectadores Árbitro(s): Kostyantyn Trokhanov (Járkov) | Asistencia: 3 880 espectadores Árbitro(s): Kostyantyn Trokhanov (Járkov) |

| 17 de abril de 2013 | Arsenal Kiev (PL) | 1 – 2   | (PL) Chornomorets Odesa      | Lobanovsky Dynamo Stadium, Kiev                                    |                                                                    |
|                     | Tkachuk 45+2'     | Reporte | Burdujan 6' · Fontanello 76' | Asistencia: 1 600 espectadores Árbitro(s): Yuri Mozharovsky (Lviv) | Asistencia: 1 600 espectadores Árbitro(s): Yuri Mozharovsky (Lviv) |

| 17 de abril de 2013 | Shakhtar Donetsk (PL)  | 2 – 1   | (PL) Karpaty Lviv | Donbass Arena, Donetsk                                            |                                                                   |
|                     | Gai 33' · Teixeira 43' | Reporte | Zenjov 79' (pen)  | Asistencia: 29 312 espectadores Árbitro(s): Serhiy Berezka (Kiev) | Asistencia: 29 312 espectadores Árbitro(s): Serhiy Berezka (Kiev) |

| 17 de abril de 2013 | FC Sevastopol (1L)                            | 1 – 1p. (4–1 p.)           | (PL) Tavriya Simferopol    | SK Sevastopol, Sevastopol                                          |                                                                    |
|                     | Kovpak 23'                                    | Reporte                    | Gadzhiev 55'               | Asistencia: 5 800 espectadores Árbitro(s): Yevhen Aranovsky (Kiev) | Asistencia: 5 800 espectadores Árbitro(s): Yevhen Aranovsky (Kiev) |
|                     |                                               | Tiros desde el punto penal |                            |                                                                    |                                                                    |
|                     | Karnoza · Zhabokrytskyy · Kozhanov · Neplyakh |                            | Gómez · Eduardo · Gadzhiev |                                                                    |                                                                    |

### Semifinales
En esta ronda entraron los cuatro vencedores de los cuartos de final, de los cuales tres eran de la Liga Premier y uno de la Persha Liha. El sorteo tuvo lugar el 19 de abril de 2013 y fue presentado por el exfutbolista internacional ucraniano Iván Hetsko. El finalista que ocupará condición de local fue sorteado para que saliera del partido Sevastopol - Shakhtar.
| 8 de mayo de 2013 | Sevastopol (1L)  | 2 – 4   | (PL) Shakhtar Donetsk                      | SC Sevastopol, Sebastopol                                           |                                                                     |
|                   | Tkachev 37', 72' | Reporte | Luiz Adriano 8', 65' · Mkhitaryan 19', 53' | Asistencia: 5 576 espectadores Árbitro(s): Yuriy Mozharovsky (Lviv) | Asistencia: 5 576 espectadores Árbitro(s): Yuriy Mozharovsky (Lviv) |

| 8 de mayo de 2013 | Chornomorets Odesa (PL)        | 2 – 1   | (PL) Dnipro Dnipropetrovsk | Chornomorets Stadium, Odesa                                          |                                                                      |
|                   | Fontanello 62' · Léo Matos 68' | Reporte | Matheus 8'                 | Asistencia: 25 123 espectadores Árbitro(s): Anatoliy Abdula (Járkov) | Asistencia: 25 123 espectadores Árbitro(s): Anatoliy Abdula (Járkov) |

### Final
| 22 de mayo de 2013 | Shakhtar Donetsk (PL)                       | 3 – 0   | (PL) Chornomorets Odesa | Estadio Metalist, Járkov                                             |                                                                      |
|                    | Fernandinho 41' · Teixeira 53' · Taison 73' | Reporte |                         | Asistencia: 40 003 espectadores Árbitro(s): Yevhen Aranovskyi (Kiev) | Asistencia: 40 003 espectadores Árbitro(s): Yevhen Aranovskyi (Kiev) |

### Goleadores
Los diez máximos goleadores de la competición.
| # | Jugador                  | Goles (Pen.) | Club                  |
| - | ------------------------ | ------------ | --------------------- |
| 1 | Luiz Adriano             | 4            | Shakhtar Donetsk      |
| 1 | Alex Teixeira            | 4            | Shakhtar Donetsk      |
| 3 | Fernandinho              | 3            | Shakhtar Donetsk      |
| 3 | Ruslan Fomin             | 3            | Illichivets Mariupol  |
| 3 | Matheus Leite Nascimento | 3            | Dnipro Dnipropetrovsk |
| 3 | Yevhen Volha             | 3            | Kremin Kremenchuk     |